# Phoxichilidium femoratum
Phoxichilidium femoratum is een zeespin uit de familie Phoxichilidiidae. De soort behoort tot het geslacht Phoxichilidium. Phoxichilidium femoratum werd in 1799 voor het eerst wetenschappelijk beschreven door Rathke. 